# شيلدون قالبرايث
شيلدون قالبرايث (بالإنجليزية: Sheldon Galbraith)‏ هو متزلج فني أمريكي، ولد في 24 مايو 1922، وتوفي في 14 أبريل 2015 في تورونتو في كندا.